# 敖力布皋镇
敖力布皋镇，是中华人民共和国内蒙古自治区通辽市科尔沁区下辖的一个乡镇级行政单位。

## 行政区划
敖力布皋镇下辖以下地区：
敖力布皋村、那力嘎村、西喜伯营子村、达尔罕村、东喜伯营子村、东乃木格勒村、敖宝营子村、好老营子村、乌九营子村、西辽河村、新桥村、山东窝堡村、辽畔村、东乜木歹村、后乜木歹村、西乜木歹村、东佳木斯村、二道营子村、苏家窝堡村、白音那嘎查、胡力海一村和西佳木斯村。